# Jef François

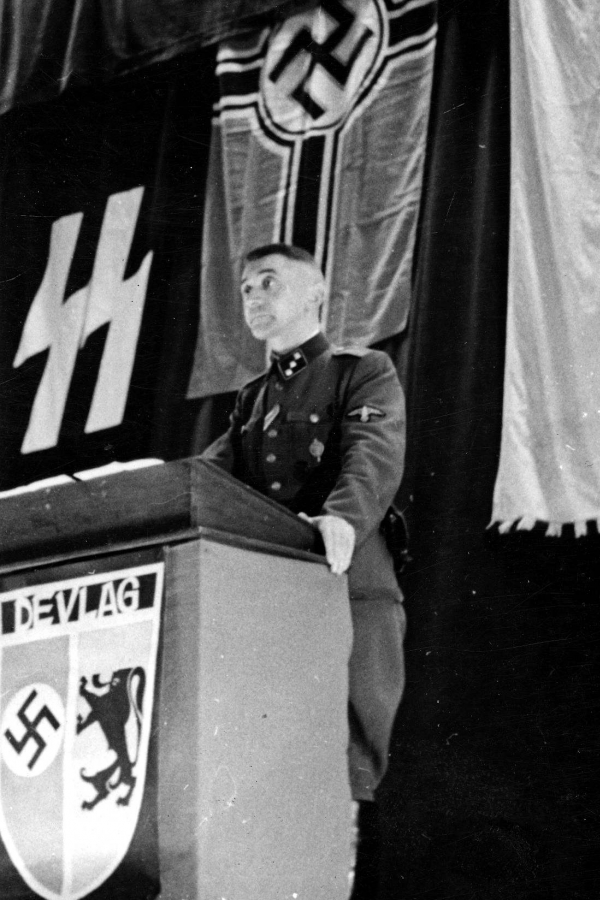
Jef François

Josephus Alphonsus Marie François (Gent, 22 mei 1901 - 30 juni 1996), beter bekend als Jef François, was een Belgisch Vlaamsgezind politicus voor Verdinaso en leider van de Algemeene SS-Vlaanderen.

## Levensloop
François groeide op in Gent. Hij werd cadet op de lange omvaart en accountant bij een scheepsbedrijf.
Hij werd politiek actief als lid bij de Frontpartij. In 1931 sloot hij zich samen met Joris Van Severen en Wies Moens aan bij het pril opgerichte Verdinaso. In 1937 werd hij aangesteld als hoofd van het Dietsche Militanten Orde (DMO). Na de executie van Van Severen in 1940 volgde hij die op als leider van het Verdinaso. Onder zijn bewind nam de partij een pro-Nazi-Duitsland-houding aan. Tevens speelde hij een belangrijke rol in de samensmelting met het VNV van Staf De Clercq tot de Eenheidsbeweging-VNV. Daaropvolgend werd hij commandeur van de gemeenschappelijke Dietsche Militie - Zwarte Brigade, onder de algemene leiding van Reimond Tollenaere.
Op 22 juni 1941 riep hij, evenals Staf De Clercq had gedaan, in Gent zijn militanten op zich aan te sluiten bij de Waffen SS met de mededeling dat de Dietsche Militanten Orde niet langer afwezig mocht blijven nu de strijd tegen het bolsjewisme begon. Daarbij trok hij het besluit van maart 1941 in waarbij hij aanmeldingen voor de Freiwilligen-SS-Standarte 'Nordwest'  had verboden en overtreders uit zijn groepering had gesloten. François werd vervolgens in augustus 1941 lid van de Schutzstaffel (SS) en volgde op 1 september 1942 Raf Van Hulse op als leider van de Algemeene SS-Vlaanderen. Hij trok naar het Oostfront, waar hij na enige tijd opklom tot SS-Obersturmführer in de 27. SS-Freiwilligen-Grenadier-Division Langemarck.
Na de oorlog werd hij tweemaal bij verstek ter dood veroordeeld. In 1947 werd hij opgepakt en in 1948 werd de straf bevestigd. In 1950 werd ze omgezet in levenslange hechtenis en in 1952 kwam hij vrij. Hij richtte vervolgens een SS-veteranengroep op en was actief in de marge van de Vlaamse Militanten Orde (VMO). Hij behield nauwe contacten met de Volksunie, nadien met het Vlaams Belang, met de Vlaamse Militanten Orde en met de Oostfrontersorganisatie Hertog Jan van Brabant.
Bij zijn begrafenis kwamen verschillende Vlaams-nationalisten hem eren, onder wie het toenmalig Gentse kamerlid Francis Van den Eynde.

## Publicatie
- (samen met F. Vierendeels e.a.) Vlamingen aan het Oostfront, 2 vol., 1973-1975.

## Voetnoten
1. ↑  Vlaams Legioen; nieuworde.be
2. ↑  Gewone Vlamingen? De jodenjagers van de Vlaamse SS in Antwerpen, 1942; Lieven Saerens. Gearchiveerd op 20 september 2021.
3. ↑  Ze kunnen en willen geen afstand nemen; Mathias De Clercq